# Ісаія. Глава 35 (вірш)
«Ісаія. Глава 35» — вірш Тараса Шевченка, написаний 25 березня 1859 року в С.-Петербурзі, інтерпретація біблійного пророцтва для створення гімну вільним людям на вільній землі.

## Історія створення і публікація
Зберігся чистовий автограф вірша у «Більшій книжці». Дата в чистовому автографі: «25 марта 1859». Твір датується за чистовим автографом та місцем написання: 25 березня 1859 року, С.-Петербург.
Первісний автограф було написано на офорті з картини І. І. Соколова «Приятелі», виконаному Шевченком на початку (не пізніше 16) березня 1859 року. За свідченням В. М. Доманицького, автограф був написаний «олівцем… з великими поправками» і мав, крім того, «також кілька поправок чорнилом — значно пізніших». В. М. Доманицький ознайомився з автографом у серпні 1906 року, коли його «виставлено було в вітрині писчебумажного магазина Буймистрова, у Києві, на Фундуклеївській (нині Б. Хмельницького) вулиці». Можна гадати, що за цим чорновим, правленим автографом твір переписано з деякими новими виправленнями до «Більшої книжки». Як відзначав В. М. Доманицький, «в автог[рафі] „Б[ільшої книжки]“ мало не все так, як у поправленому цьому автографі, але єсть кілька й одмін».
За чистовим автографом у «Більшій книжці» зроблено список П. О. Куліша.
Вперше вірш надруковано в журналі «Основа» 1861 року, де подано за «Більшою книжкою» під редакційною назвою «Прочитавши главу 35-у Ісаії» та з помилкою в дати «25 березня 1858».
За першодруком зроблено списки: невідомою рукою в рукописній збірці «Сочинения Т. Г. Шевченка» 1862 року; в рукописній збірці «Кобзар» 1865 року, переписаній Д. Демченком; в рукописній збірці невідомою рукою, де закінчення вірша (рядки 29 — 50) об'єднано з початком (рядки 1 — 7) вірша «Марку Вовчку».
До збірки творів уперше введено у виданні: «Кобзарь Тараса Шевченка / Коштом Д. Е. Кожанчикова» 1867 року, де подано за «Більшою книжкою» без назви.

## Ідейно-тематичний зміст
Одною з найхарактерніших особливостей художньої системи зрілого Шевченка було широке використання в політичній поезії біблійних і античних образів і мотивів. Посилення його інтересу до цього джерела пов'язане насамперед із тим, що форма біблійних пророцтв про загибель «нечестивих», у яких інвектива поєднувалася з вірою в неминучу перемогу правди, відповідала власним шуканням Шевченка — політичного лірика. Біблійні книги допомагали Шевченкові знайти вираз для стихії громадянського пафосу. Біблія давала Шевченкові авторитетні з погляду християнської моралі та загальнолюдських цінностей мотиви й образи для створення поезій активного громадянського звучання. У поезіях на біблійні мотиви поет тяжіє до гранично узагальнених образів притчевого або символічного характеру, до персоніфікації ідей. Вірш — «подражаніє» 35-й главі біблійної книги пророка Ісаії. Зміст її — пророцтво про щасливе життя, яке мало колись настати для людей, — Шевченко використав, щоби створити гімн вільним людям на вільній землі. На відміну від інших поезій Шевченка на біблійні теми, тут переважає не пафос викриття соціального зла, а пафос ствердження світлого майбутнього. У формі біблійного пророцтва поет висловив свої, навіяні розгортанням визвольного руху в Російській імперії сподівання і мрії про вільне життя народу після перемоги над сучасними йому «владиками». Коли порівняти з Біблією, вірш має виразнішу соціальну спрямованість, у Біблії ж немає згадок про «невольничі утомлені руки», «кайдани» тощо. Образи вірша мають водночас і символічний (символіка буяння зціленого «волею» народного життя), і конкретно-реальний плани (картина «перетворення природи» народом, який став господарем землі).
Повний нового припливу революційного напруження, озлоблений на російську сучасність, у біблійних пророків шукав споріднених своїм настроям мотивів і писав свої теж пророчі їх наслідування... У мотивах біблійних пророцтв шукав образів майбутнього життя свого народу, коли "святая на землю правда прилетить", коли "незрячі прозрять" і "німим отверзуться уста"...— Павло Зайцев

## Художні інтерпретації
На слова вірша Микола Лисенко написав урочисту кантату «Радуйся, ниво неполитая».